# Retrait américain de l'accord de Vienne sur le nucléaire iranien
Promesse électorale de Donald Trump à l'élection présidentielle américaine de 2016, le retrait américain de l'accord de Vienne sur le nucléaire iranien (dont l’acronyme anglais est JCPoA) s'est concrétisé le 8 mai 2018. Cette décision a été critiquée par les pays signataires de l'accord, mais a été soutenue par les pays du Moyen-Orient alliés des États-Unis. Entre « décision irresponsable déstabilisant le Moyen-Orient » et « décision attendue pour faire face au comportement va-t-en guerre de l'Iran », les jugements divergent en mai 2018. Le 21 mai, Mike Pompeo, le secrétaire d'Etat américain, pose douze conditions pour tout nouvel accord avec l'Iran et promet en cas de refus les « sanctions les plus dures de l'Histoire ».

## Historique de la décision

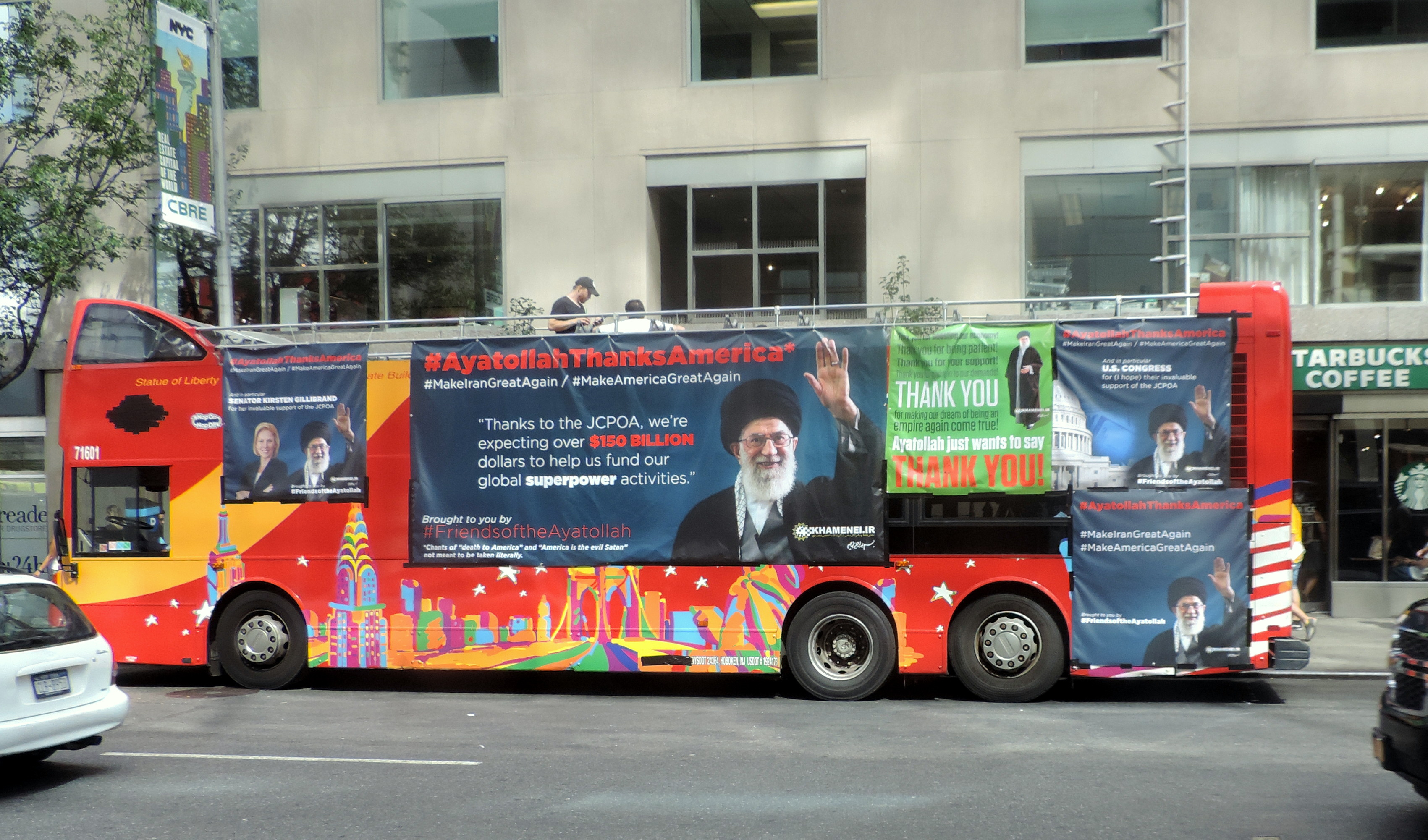
Propagande anti-JCPoA sur un bus new-yorkais à New York, en 2015.

Donald Trump était très critique envers la politique de Barack Obama durant la présidence de celui-ci, il avait notamment dénoncé la mise en place de l'accord de Vienne sur le nucléaire iranien[réf. nécessaire].
Durant sa campagne présidentielle, Donald Trump a déclaré qu’il allait « déchirer » l’accord de Vienne car c’est le « pire accord jamais négocié » et qu’il pourrait déclencher un « holocauste nucléaire ».
En octobre 2017, des précisions sont apportées. Il ne quittera pas l'accord mais refuse de le certifier.
Le 12 janvier 2018, Trump lance un ultimatum aux signataires de l'accord, leur donnant 120 jours pour adopter de nouvelles mesures coercitives visant l'Iran, faute de quoi Washington sortira de l'accord.
Dans ce contexte, il y eut des tentatives pour soutenir et promouvoir l'accord, de la part des divers signataires, notamment des réunions et rencontres tenues par le président français Emmanuel Macron, des campagnes et critiques de John Kerry envers Trump,.
Le 8 mai 2018, Donald Trump annonce sa décision de sortir de cet accord signé trois ans plus tôt, et le rétablissement de « sanctions au plus haut niveau ». Le lendemain il menace l’Iran de « conséquences très graves » s’il décidait de relancer son programme nucléaire.

## Arguments du gouvernement américain
Le 9 mai, le conseiller à la sécurité nationale de la Maison-Blanche, John Bolton, a affirmé que l'Iran « avait violé à plusieurs reprises l'accord nucléaire de 2015 ». Il a estimé « qu'il y a beaucoup de cas où nous sommes tout simplement incapables de dire s'ils sont en conformité ou non et d'autres où je pense qu'ils ont manifestement été en violation ». Il donne en exemple le fait que la production d'eau lourde par l'Iran « a dépassé à plusieurs reprises les limites permises par l'accord de 2015 », et que les surplus ont été vendus au Qatar et à des pays européens. Le porte-parole du Conseil de sécurité nationale a ajouté que l'Iran n'a pas fourni les informations escomptées sur son programme de centrifugeuses plus avancées que celles autorisées par l'accord et que le pays n'autorise pas l'inspection de ses installations militaires. Il cite un rapport des services de renseignement allemand de 2015 et 2016 indiquant « que malgré les interdictions mentionnées dans l'accord, l'Iran a continué ses tentatives illicites d'acheter des technologies nucléaires et de missiles en dehors des circuits approuvés par le JCPoA ».
Le 13 mai, il déclare que « les États-Unis pourraient imposer des sanctions à leurs alliés européens s'ils continuent à traiter avec l'Iran dans le cadre de l'accord nucléaire ». Il estime qu'ils y seront confrontés « parce qu'une grande partie de ce qu'ils voudraient vendre à l'Iran implique de la technologie américaine, pour laquelle les licences ne seront pas disponibles ». Il accuse l'Iran d'avoir accru ses capacités militaires dans cette région sous le couvert de l'accord et d'avoir changé l’équilibre géostratégique au Moyen-Orient jusqu'à ce que le président Trump quitte cet accord. Il cite en exemple « leurs avancées militaires et terroristes conventionnelles, en Irak, en Syrie, au Liban et au Yémen depuis 2015 ». De même, Mike Pompeo, le secrétaire d’État américain, a déclaré que la décision américaine ne visait pas seulement « leur programme nucléaire mais également leurs missiles et leur comportement néfaste » au Moyen-Orient.

## Sanctions américaines
La sortie des États-Unis de l'accord s'accompagne du rétablissement des sanctions américaines contre l'Iran, dans un délai de 90 à 180 jours. Ces sanctions rétablies sont un embargo sur les produits pétroliers, sur le secteur aéronautique et minier, une interdiction d'utiliser des dollars américains pour commercer avec l'Iran, avec extraterritorialité de ces sanctions : toute entreprise, de quelque pays que ce soit, commerçant avec une entreprise iranienne, dans un des secteurs indiqués, se verra interdit de commercer avec toute entreprise américaine.
Le 15 mai, Les États-Unis adoptent de nouvelles sanctions contre le gouverneur de la Banque centrale d'Iran. Ils l'accusent d'avoir participé au financement clandestin du Hezbollah.
« La première vague de sanctions américaines, qui a pris effet mardi [7 août 2018] à 4 h 01 GMT, comprend des blocages sur les transactions financières et sur les importations de matières premières, ainsi que des mesures pénalisantes sur les achats dans le secteur automobile et l’aviation commerciale. Elle sera suivie, en novembre [2018], de mesures affectant le secteur pétrolier et gazier ainsi que la Banque centrale [iranienne]. »

## Conséquences économiques et financières

### Économie internationale
Le jour même de la déclaration du président Trump, l’Arabie saoudite, premier exportateur mondial de pétrole, a déclaré que pour empêcher des pénuries d’approvisionnement en pétrole, il prendrait toutes les mesures nécessaires et « travaillera avec les principaux producteurs de pétrole à l’intérieur et à l’extérieur de l’OPEP, ainsi qu’avec les principaux consommateurs ».

### En Europe
Matthew Levitt, membre du Washington Institute for Near East Policy, a souligné que les difficultés auxquelles est confrontée l'Union européenne signifiaient que « les grandes entreprises européennes auraient tendance à se conformer aux sanctions en donnant la priorité à leurs affaires américaines sur leurs affaires iraniennes ». En outre, les sanctions américaines menacent de compromettre plus de 20 milliards d'euros d’échanges commerciaux entre l'UE et l'Iran. Par conséquent, elles mettent en péril les avantages économiques pour Téhéran que l'Europe considère comme essentiels pour maintenir en vie l'accord.
Le 15 mai 2018, le ministre britannique des Affaires étrangères, Boris Johnson, a reconnu qu'il serait très difficile de protéger les entreprises européennes « en raison de l'effet extraterritorial des sanctions américaines et des difficultés rencontrées par les entreprises lorsqu'elles touchent le marché américain. réseau financier et ils se trouvent presque immédiatement sanctionnés ». Les États-Unis ont donné à toutes les entreprises entre trois et six mois pour mettre un terme à leurs relations commerciales avec l'Iran. Perry Cammack, de la fondation Carnegie Middle East, a déclaré: « La cible principale des sanctions secondaires américaines n'est pas l'Iran lui-même mais les institutions financières étrangères qui commercent avec elle. L'administration Trump exigera que ces pays choisissent entre le système financier américain et l'Iran ». Il estime que la plupart des pays vont adhérer « à contrecœur » aux demandes de Trump.
Le 17 mai 2018, le président de la Commission européenne, Jean-Claude Juncker, a déclaré que le lendemain serait réactivée de la « loi de blocage », ou « blocking status », qui date 1996 et qui visait à l'époque à contourner l’embargo imposé par les États-Unis sur Cuba. Cette disposition européenne vise à neutraliser les effets extraterritoriaux des sanctions américaines en permettant aux entreprises et tribunaux européens de ne pas se soumettre à des réglementations sur des sanctions prises par des pays tiers et énonce qu’aucun jugement décidé par des tribunaux étrangers sur la base de ces réglementations ne saurait s’appliquer dans l’UE. Toutefois, les effets de cette « loi de blocage » seraient plus symboliques qu'économiques, d'autant plus que nombre de grandes entreprises européennes se retirent du marché iranien à la suite de la décision américaine,.
Le même jour, l’armateur Maersk opérant partout à travers le monde et plus grande entreprise du Danemark, a rejoint la liste des entreprises qui se préparent à cesser de faire des affaires avec l'Iran.
Le 6 juin, l'Allemagne, la France, la Grande-Bretagne et l'UE demandent conjointement aux États-Unis que leurs entreprises soient exemptées des mesures punitives imposées en cas de contournement des nouvelles sanctions américaines contre l'Iran.
En septembre 2018, la cheffe de la diplomatie de l'Union européenne Federica Mogherini, annonce l'intention de l'UE de mettre en place un mécanisme légal pour faciliter les transactions financières avec l'Iran. Ceci aboutit en janvier 2019 à la création de la société de droit français INSTEX. L'objectif visé est de mettre en place un intermédiaire entre les sociétés européennes et iraniennes et ainsi d'éviter aux premières d'être exposées aux sanctions américaines. Au moment de l'annonce de sa création, de nombreux détails de mise en œuvre des transactions restent à définir et son périmètre est uniquement limité aux biens alimentaires et médicaments, ce qui conduit de nombreux observateurs européens et iraniens à être circonspects sur son impact.

#### En France
Le 9 mai 2018, le ministre français de l'Économie Bruno Le Maire déplore « la position de gendarme économique de la planète de Donald Trump ». Il estime que la décision américaine « aura des conséquences pour plusieurs fleurons français, à commencer par les grands groupes comme Total, Sanofi, Renault, Peugeot ou Airbus »,.
Le 17 mai, Total annonce son intention de« mettre fin à toutes ses opérations liées au projet de développement du plus grand gisement de gaz naturel au monde (SP11) d'ici au 4 novembre » date à laquelle les sanctions américaines s'appliqueront au secteur pétrolier. Selon Les Échos, « les banques françaises qui financent des opérations en Iran, poussent leur client à se retirer de ce marché. Elles redoutent d'être associées à des activités dans le pays et donc de subir les foudres américaines. » D'après ce quotidien économique « des PME se seraient vues menacées de fermeture de compte si elles dépassaient un certain seuil de chiffre d'affaires en Iran ».
Le 18 mai 2018, Isabelle Kocher, la PDG d'Engie, anciennement GDF Suez, le troisième plus grand groupe mondial dans le secteur de l'énergie, hors pétrole, annonce que le groupe « mettra fin à ses contrats d'ingénierie en Iran en novembre ».
Le 4 juin 2018, le constructeur automobile PSA annonce son retrait d’Iran qui représente son premier marché étranger. 444 600 véhicules vendus en 2017 , soit 12 % de son volume mondial de ventes. Ce retrait est causé par la mise en application des sanctions américaines et « afin de se conformer à la loi américaine d’ici le 6 août 2018 »,.
À la mi-juin 2018, le constructeur automobile Renault annonce qu'il ne se retirera pas du marché iranien, considérant que c'est un choix avantageux à long terme, mais une équipe de Renault « est en train de travailler sur le dossier » « en contact direct avec l’administration américaine pour savoir ce qui peut être fait et ce qui ne peut pas être fait », sachant que la marque Nissan est propriété à 43 % de Renault et représente 10 % du marché américain en 2017. Néanmoins, il stoppe les livraisons des pièces permettant la fabrication des véhicules dans le pays dès août 2018.

#### En Allemagne
Le 13 mai 2018, Joe Kaeser, le PDG de Siemens a déclaré à CNN que « son entreprise ne pourrait pas faire de nouvelles affaires en Iran après que le président Donald Trump ait décidé de renoncer à l'accord et de réimposer les sanctions américaines ».
Le 18 mai 2018, la DZ Bank annonce qu'elle allait suspendre ses transactions financières avec l'Iran en juillet « en raison de la décision du président Donald Trump de se retirer de l'accord nucléaire iranien qui a créé une incertitude sur les relations commerciales avec le pays » a déclaré un porte-parole de la banque basée à Francfort.

### En Iran
En Iran, la mise en place de l'accord n'a pas eu le temps de profiter à la population (30 % des jeunes sont au chômage d'après le Fonds monétaire international), les entreprises étrangères ayant investi timidement dans le pays, d'autant que les grandes banques internationales ont choisi de se tenir à l’écart pour ne pas s’exposer à des risques juridiques aux États-Unis car certaines sanctions américaines restaient en place. La décision américaine du 8 mai 2018 a été anticipée depuis de nombreux mois : rationnement des devises étrangères ; limitation de certaines importations ; la monnaie nationale (le rial) s'est dévalorisée, elle aurait perdu 50 % de sa valeur depuis fin 2017, la dépréciation de la monnaie risquant d’alimenter l’inflation, déjà proche de 10 %, cette chute a été stoppée sur le marché officiel par le contrôle des changes, mais continue sur le marché noir ; durant les quatre mois qui ont précédé le 8 mai 2018, les sorties de capitaux sont estimées entre 10 et 30 milliards d'euros ; le secteur bancaire, sous-capitalisé et lesté de créances douteuses, semble au bord de l’implosion ; l’économiste Djavad Salehi-Isfahani estime que les efforts d’ouverture économique pourraient être « brutalement interrompus » pour laisser place à une « économie de la résistance », tournée sur elle-même et étroitement pilotée par les autorités. Dès début juin 2018, même si aucune statistique ne permet d’évaluer les conséquences du retrait américain de l’accord sur le nucléaire, les effets se font déjà sentir dans la vie quotidienne des iraniens : faillites de magasins, fermetures programmées d'usines, etc.
Le 16 mai 2018, dans le cadre de mesures ayant pour « objectif de s'attaquer à la totalité des activités malveillantes de l'Iran et des comportements déstabilisants au niveau régional, y compris celui du Hezbollah », Le Bureau du contrôle des avoirs étrangers du département du Trésor américain et le Terrorist Financing Targeting Center, conjointement avec l'Arabie saoudite, le Bahreïn, Le Koweït, le sultanat d'Oman, le Qatar et les Émirats arabes unis, ont mis en liste noire Hassan Nasrallah, le secrétaire général du Hezbollah, son adjoint Naïm Qassem et les commandants de l'organisation. Selon le quotidien saoudien, Arab News, « L'Iran dépend principalement de ses revenus pétroliers pour financer ses guerres en Syrie et au Yémen. Il finance également le Hezbollah à hauteur de 700 millions de dollars par an et finance la plupart des budgets du Hamas à Gaza et des Houthis au Yémen »,,.
À la suite de cette situation, l'Iran pourrait chercher à devenir membre de l'OCS, à l'occasion de son dix-huitième sommet.
Fin août 2018, du fait des difficultés économiques croissantes et de l'absence de perspectives, le président iranien, Hassan Rohani, parait politiquement de plus en plus isolé et en difficulté en Iran.
Le 7 octobre 2018, à l'initiative du gouvernement et à la suite des demandes du Groupe d'action financière, le parlement iranien vote l'adhésion de l'Iran à la Convention internationale pour la répression du financement du terrorisme, traité de l'ONU entré en vigueur en 2002, avec comme argument principal « [le gouvernement ne peut] vous donner la garantie que grâce à notre adhésion à cette convention nos problèmes financiers seront réglés. Mais je peux assurer que ne pas y adhérer donnera aux États-Unis plus d’excuses pour accroître nos problèmes ». Les parlementaires opposés considérant, eux, cette adhésion comme un renoncement à l’indépendance de l’Iran car « se conformer aux exigences de l’Occident, aucunement digne de confiance, est une grosse erreur, déjà prouvée par l’échec de l’accord de 2015 ». Ce vote doit aussi être validé par le Conseil des gardiens de la Constitution pour être effectif.

### En Arabie Saoudite
Le 25 mai 2018, selon le magazine allemand Der Spiegel, le prince héritier saoudien Mohammed ben Salmane a ordonné que « plus aucun contrat gouvernemental ne soit attribué à des entreprises allemandes, en signe d'irritation constante de la politique étrangère de Berlin au Moyen-Orient ». Selon le bureau allemand des statistiques, les exportations allemandes en 2017 en Arabie saoudite se chiffraient à 7,7 milliards d'euros.

### Aux États-Unis
Le 6 juin 2018, le constructeur aéronautique, Boeing, qui avait un contrat de fourniture d'avions de 20 milliards de dollars avec Iran Air et Iran Aseman Airlines, et aurait pu demander une dérogation du gouvernement américain, annonce qu'il ne livrera pas les commandes des compagnies aériennes iraniennes et qu'elle annulait le contrat de livraison.

## Réactions au retrait américain

### Réactions en Iran
Selon le site officiel de la présidence iranienne, le président iranien Hassan Rouhani a déclaré « dans la situation actuelle, l'Europe a un temps très limité pour sauver le JCPOA » et doit annoncer son engagement à respecter ses obligations selon les termes de l'accord.
Le 9 mai 2018, le guide suprême iranien, l’Ayatollah Ali Khamenei interpelle son gouvernement au sujet de la France, l’Allemagne et le Royaume-Uni dans une allocution télévisée. « Nous entendons que vous voulez maintenir l’accord avec les Européens. Je n’ai pas confiance dans ces trois pays », ajoutant « Si vous voulez trouver un accord, obtenez de réelles garanties, ou alors demain, ils feront comme les États-Unis. Leur parole n’a aucune valeur, aujourd'hui ils disent une chose, le lendemain son contraire. Ils n'ont aucune honte ».
Dès le 9 mai 2018, les médias conservateurs critiquent la « naïveté » du président modéré Hassan Rohani lorsqu’il a signé l'accord, en juillet 2015 ; l’Assemblée des experts, chargée de désigner le successeur du guide suprême Ali Khamenei après sa mort a déclaré « Il faut que le président demande pardon au peuple iranien pour les dégâts causés dans le cadre de l’accord, parce qu’il n’a pas respecté les lignes rouges établies par le guide suprême ». Ce à quoi Rouhani a répondu, notamment, que cet accord avait été signé avec l'approbation de toutes les autorités iraniennes,.
Entre le 10 et le 15 mai 2018, le chef de la diplomatie iranienne, Mohammad Javad Zarif, s'est rendu à Pékin, Moscou et Bruxelles pour discuter des moyens de sauver l’accord nucléaire. Le 11, il déclare que « Téhéran se préparait à reprendre l'enrichissement industriel d'uranium sans aucune restriction à moins que l'Europe ne fournisse de solides garanties de maintien des relations commerciales avec l'Iran ».
Le 13 mai 2018, le vice-ministre des Affaires étrangères fixe un délai aux Européens de 45 à 60 jours « pour donner les garanties nécessaires pour assurer les intérêts de l'Iran et compenser les dommages causés par la sortie des États-Unis ».
Le 19 mai 2018, Le chef du programme nucléaire iranien, Ali Akbar Salehi, a déclaré que « l'Union européenne lui avait promis de sauver l'accord nucléaire ». Il ajoute que « L'Iran pourrait reprendre son enrichissement d'uranium de 20 pour cent si les signatures européennes de l'accord nucléaire de 2015 ne parviennent pas à le maintenir en vie après le retrait de Washington ».
Le 20 mai 2018, Javad Zarif estime que « les engagements de l'Union européenne pour sauver l'accord nucléaire étaient insuffisants et que l'UE devait faire des pas supplémentaires » Il ajouté « avec la sortie des Etats-Unis de l'accord nucléaire, les attentes de l'opinion publique iranienne concernant l'Union européenne ont augmenté et (...) le soutien politique de l'UE à l'accord nucléaire n'est pas suffisant » et que « l'Union européenne doit effectuer des pas concrets supplémentaires et augmenter ses investissements en Iran, les engagements de l'UE pour appliquer l'accord nucléaire ne sont pas compatibles avec l'annonce du retrait probable (d'Iran) de grandes sociétés européennes ».
Le 29 août 2018, le guide suprême iranien, l’ayatollah Ali Khamenei, a réaffirmé que Téhéran n’hésiterait pas à se retirer de l’accord de 2015, si celui-ci ne « préserve plus [ses] intérêts nationaux ».
Le 30 août 2018, dans un rapport rendu à l'ONU, l’Agence internationale de l’énergie atomique (AIEA) estime que l’Iran continue de tenir ses engagements dans le cadre de l’accord sur le nucléaire conclu en 2015, et indique avoir a eu accès « à tous les sites et emplacements en Iran qu’elle souhaitait » inspecter.

### Réaction israélienne
Le 10 mai 2018, le premier ministre israélien Benjamin Netanyahou a félicité le président américain pour son retrait de l'accord, qu'il dénonçait depuis sa signature,.
Le 30 avril 2018, il avait exposé un meuble rempli de dossiers ainsi qu'un présentoir de CD-ROM contenant selon lui 55 000 pages et 55 000 fichiers d'archives nucléaires iraniennes secrètes prouvant « que l'Iran mentait quand il a nié avoir conduit un programme d'armement nucléaire, ce qui représente une violation de l'accord ». Il accusait l'Iran d'avoir falsifié ses déclarations à l'AIEA fin de 2015 en niant avoir déjà prévu de construire une arme atomique. Ces archives auraient été subtilisées par des agents du Mossad à Téhéran. Le soir même, le secrétaire d'État américain Mike Pompeo avait déclaré « que les agences de renseignement américaines avaient analysé ces archives et conclu qu'elles étaient authentiques et démontraient que les Iraniens continuaient de mentir à leur propre peuple sur l'existence d'un programme nucléaire militaire ».
Le 7 juin 2018, lors d'une interview par la BBC, il déclare que contrairement aux informations publiées par les médias, il n'a pas essayé lors de ses rencontres avec Angela Merkel, Emmanuel Macron et Theresa May, « de les persuader de quitter l'accord. Ce n'était pas le sujet des discussions, j'avais déjà dit que l'accord était mort. C'est fait, en raison des sanctions économiques ».

### Réactions européennes
Le 11 mai 2018, l'Union européenne, par la voix de son chef de la diplomatie, Federica Mogherini, en son sein notamment la France, l'Allemagne, et le Royaume-Uni (encore membre de l'UE à cette date) ont manifesté l'intention de poursuivre les discussions avec l'Iran afin de maintenir cet accord. Pour cet objectif, le chef de la diplomatie iranienne, Mohammad Javad Zarif, doit se rendre à Bruxelles le mardi 15 mai 2018.
Le 16 juillet 2018, la chef de la diplomatie européenne, Federica Mogherini annonce que les 28 pays de l'UE on adopté une actualisation de la « loi de blocage » (initialement mise en place en 1996) permettant aux entreprises européennes de ne pas être poursuivies juridiquement par des tribunaux étrangers sur la base de réglementations-sanctions prises par des pays tiers. Cette loi de blocage rentrant en vigueur le 6 août, date de la mise en place du premier volet des sanctions américaines. Elle a déclaré « Je ne suis pas en mesure de dire si nos efforts vont suffire, mais nous faisons tout ce que nous pouvons pour éviter que l’accord sur le nucléaire avec l’Iran ne meure, car les conséquences seraient catastrophiques pour tous ». L’euro devrait être la devise utilisée pour les transactions sur le pétrole iranien, réglées via des transferts entre les banques centrales européennes et la banque centrale iranienne, afin d'éviter l'utilisation du dollar pour ces transactions avec l'Iran car cela permet de déclencher une procédure judiciaire aux États-Unis. Des assurances seront en outre souscrites dans les États européens importateurs pour les cargaisons,.

#### En France
Le 9 mai 2018, Emmanuel Macron a demandé à Hassan Rohani que soit respecté l'accord dans toutes ses composantes. Parallèlement, il a annoncé vouloir ouvrir des discussions sur trois sujets : le devenir des restrictions imposées aux activités nucléaires iraniennes au-delà du terme échu de 2025 ; le programme de missiles balistiques ; et l’ingérence des gardiens de la révolution en Syrie, en Irak et au Yémen.
Réagissant à l'annonce d'un rétablissement des sanctions commerciales par les États-Unis, le ministre de l'Économie Bruno Le Maire a dit refuser la « vassalisation de l'Europe en matière commerciale ». « Je veux que nous affirmions la souveraineté économique de l'Europe, c'est-à-dire la capacité à défendre ses intérêts quelles que soient les décisions de nos grands partenaires économiques comme les États-Unis. ». La France, et plus largement l'Union européenne, ont en effet de nombreux intérêts économiques en Iran.

### Réaction russe
Le 9 mai 2018, Sergueï Lavrov, chef de la diplomatie russe, a regretté « le fait que les États-Unis agissent de nouveau à l’encontre de l’opinion de la plupart des États et exclusivement dans leurs propres intérêts étroits et opportunistes, violant gravement les normes du droit international ». Vladimir Poutine n'a, pour sa part, fait aucune déclaration publique à ce sujet. Il a rencontré Benjamin Netanyahou avant tout contact avec le président iranien Hassan Rohani, et discuté avec le premier ministre israélien de la situation au Moyen-Orient, qu'il a qualifié de « malheureusement très grave », ajoutant : « Je voudrais exprimer l’espoir que vous et moi parvenions non seulement à discuter mais à trouver des solutions. ».

### Réaction saoudienne
L'Arabie saoudite, alliée de longue date des États-Unis et rivale de l'Iran depuis plus longtemps encore, a toujours critiqué cet accord et a applaudi la décision du président Américain pour faire face à « l’agression déstabilisatrice de l’Iran dans la région », parlant du « vernis de conformité de Téhéran avec l’accord [qui] est contredit par ses politiques belliqueuses ».
Le 9 ma 2018i, Adel al-Jubeir, ministre des Affaires étrangères saoudien a déclaré que « si Téhéran utilisait le retrait américain de l'accord de 2015 pour reprendre son programme nucléaire afin de se doter d'une capacité nucléaire, nous ferons tout notre possible pour faire de même ». L'Arabie saoudite est fréquemment la cible de salves de missiles balistiques tirés par les rebelles Houthis du Yémen, soutenus par l'Iran.

### Réaction chinoise
Le 9 mai 2018, le porte-parole du ministre des Affaires étrangères chinois a appelé toutes les parties au respect de l'accord, ajoutant que « la Chine conservera une attitude objective, équitable et responsable, maintiendra le dialogue et la négociation avec toutes les parties ».

### Réaction bahreïnienne
Le 10 mai 2018, le ministre des Affaires étrangères bahreïnien, Khalid ben Ahmed al-Khalifah a écrit sur Twitter que « tant que l'Iran utilisera ses forces et ses missiles pour tenter de déstabiliser la région, c'est le droit de tous pays de la région, y compris Israël, de se défendre ».

### Opinions non gouvernementales
L'immense majorité des universitaires américains spécialistes des questions internationales s'accordent pour dire que la décision de Donald Trump était mauvaise pour la diplomatie américaine et la stabilité du Moyen-Orient. Selon le Pew Research Center, alors que 53 % de la population américaine est en désaccord avec la décision du Président américain, 94 % experts en relations internationales sont en désaccord avec le choix du président.
Le 30 avril 2018, le premier ministre israélien a accusé l'Iran de mentir à propos de son programme nucléaire d'avant 2015, déclarant « Même après l’accord, l’Iran a continué à préserver et à étendre son savoir-faire nucléaire pour utilisation future ». Les jours suivants, divers spécialistes du sujet ont affirmé qu'il n'apportant aucune information nouvelle : L’AIEA a répété n’avoir « aucune indication crédible d’activités en Iran liées au développement d’un engin nucléaire après 2009 », le maître de recherches à la Fondation pour la recherche stratégique, Benjamin Hautecouverture, ainsi que Jeffrey Lewis (academic) (en), directeur du programme de Non-Prolifération en Asie orientale du Middlebury Institute of International Studies (en), et « un diplomate ayant travaillé des années avec l'AIEA » ont estimé que les « preuves » avancées par Israël ne contenaient aucun fait nouveau par rapport à 2015. Jeffrey Lewis ajoutant « Netanyahou ne parlait d'aucune violation documentée de l'accord de 2015 » et « les experts ont toujours su que l’Iran, malgré ses affirmations, cherchait à se doter de l’arme nucléaire avant 2015 ».
Selon une étude Odoxa-Dentsu Consulting pour Le Figaro et France Info, 76 % des Français désapprouvent la décision des États-Unis de sortir de l'accord sur le nucléaire iranien et 87 % jugent que l'option prise par Donald Trump, contribue à augmenter les risques de conflit dans le monde.
La classe politique française se montre aussi très critique à l'égard de la décision du Président Trump. Selon le Front national, « en se retirant de l’accord 5+1, les Etats-Unis manquent à leur parole et déstabilisent un équilibre régional déjà précaire ». Pour le Parti socialiste, « avec l’administration Trump, les États-Unis n’assument plus aujourd’hui le rôle d’une puissance utile aux grandes affaires du monde ». D'après le leader de La France insoumise, Jean-Luc Mélenchon, « la fin de l’accord sur le nucléaire iranien représenterait un grave risque d’embrasement supplémentaire entre les puissances régionales que sont l’Arabie Saoudite, Israël et l’Iran. Par leur attitude irresponsable, les Etats-Unis d’Amérique se joignent aux pires va-t-en-guerre de cette région du monde ». Le MoDem, allié de LREM, juge qu'« en se retirant de cet accord, Donald Trump envoie un signal extrêmement inquiétant à la communauté internationale ».[source insuffisante]

### Dans la presse au Moyen-Orient
Le lendemain de la déclaration du président Trump, la presse égyptienne, saoudienne, et des Émirats arabes unis, qui sont contrôlées par leur gouvernement respectif et alliés des États-Unis, affichent un plein accord avec la décision américaine. Au Liban, le quotidien de gauche Al-Akhbar, traditionnellement critique des politiques américaines au Proche-Orient, écrit « le langage de l’escalade et des sanctions a remplacé le calme relatif qui régnait avec l’Iran. La trêve n’a pas duré plus de trois ans. Le président américain a renversé la table sur tout le monde. » et s’inquiète, des risques de guerres toujours plus violentes à l'avenir.
En Israël, le quotidien Haaretz affirme que vis-à-vis de l’Iran, la « doctrine Nétanyahou triomphe », et que Trump et Nétanyahou auraient désormais en commun un plan non avoué : faire tomber le régime iranien, à la manière dont l'URSS a chuté par faillite financière. The Times of Israel souligne les grandes incertitudes qui se dessinent pour la suite, malgré la victoire de la ligne Nétanyahou, notamment du fait que l’administration américaine pourrait aussi présenter une forme d’addition à Israël après « les deux cadeaux à Israël » : le déplacement de l’ambassade américaine à Jérusalem et l’abandon de l’accord iranien. Dans le Yediot Aharonot, deux experts des questions militaires, estiment, l'un que Donald Trump « se moque de ce qui se produit après le spectacle » et que sur le front nord où des soldats iraniens sont en Syrie, près de la frontière israélienne, « Toutes les réponses ne viendront que de nous, et nous en serons entièrement responsables » ; l'autre que « sans un large soutien international pour des sanctions dures et efficaces, la seule option pour arrêter l’Iran sera l’action militaire ».

## Conditions américaines pour un nouvel accord
Le 21 mai 2018, le secrétaire d’État américain Mike Pompeo a énuméré douze demandes qui, selon lui, doivent être incluses dans tout nouvel accord nucléaire avec l'Iran. Il a ajouté que lorsque les sanctions (« the strongest sanctions in history ») seront pleinement effectives, « l'Iran aura du mal à survivre économiquement et que si le programme nucléaire sera renouvelé nous sommes prêts à répondre ». L'administration américaine voudrait ainsi mettre la « pression maximum » pour inciter l'Iran à changer de comportement, en ne se donnant aucune limite dans le temps, alimentant ainsi le soupçon de vouloir favoriser un changement de régime dans ce pays.
Dans son discours, Mike Pompeo a énuméré 12 conditions qui, selon lui, doivent être incluses dans tout nouvel accord nucléaire avec l'Iran :
- Déclarer à l'Agence internationale de l'énergie atomique (AIEA) le compte rendu complet des activités militaires passées de son programme nucléaire et l’abandonner de façon permanente et vérifiable définitivement.
- Arrêter l'enrichissement d’uranium et ne plus poursuivre le retraitement du plutonium, et fermer son réacteur à eau lourde.
- Fournir à l'AIEA un accès sans restriction à tous les sites nucléaires dans tout le pays.
- Mettre fin à la prolifération des missiles balistiques et mettre fin au lancement ou au développement de systèmes de missiles à capacité nucléaire.
- Libérer tous les citoyens américains prisonniers en Iran, ainsi que les citoyens des pays alliés aux États-Unis.
- Mettre fin au soutien aux groupes terroristes du Moyen-Orient, le Hezbollah, le Hamas et le Jihad islamique palestinien.
- Respecter la souveraineté du gouvernement irakien et permettre le désarmement, la démobilisation des milices chiites.
- Mettre fin à son soutien militaire à la milice Houthi et œuvrer en faveur d'un règlement politique pacifique au Yémen.
- Retirer toutes les forces sous commandement iranien dans l'ensemble de la Syrie.
- Mettre fin au soutien aux talibans et aux autres terroristes en Afghanistan et dans la région et cesser d'héberger les hauts dirigeants d'Al-Qaïda.
- Mettre fin au soutien des forces des Brigades Al-Qods aux terroristes et ses partenaires à travers le monde.
- Mettre fin à son comportement menaçant contre ses voisins, dont beaucoup sont des alliés des États-Unis, y compris ses menaces de détruire Israël et ses tirs de missiles contre l’Arabie saoudite et les Émirats arabes unis, ainsi que les menaces à la navigation internationale et aux cyberattaques

À la suite de l'ultimatum, le 25 septembre 2018, Mike Pompeo, en pleine conférence au sommet de l'organisation United Against Nuclear Iran (en), s'adresse à l'Iran en menaçant "Leurs dirigeants doivent maintenant prendre une décision s'ils ne veulent pas affamer leur peuple, le choix leur appartient, si le régime gâche ou manque cette opportunité, je suis très confiant que le peuple iranien prendra des mesures pour essayer de régler ce problème par lui-même", il niera ensuite que le peuple iranien était puni.

## Réactions aux conditions américaines

### Réactions iraniennes
Peu après le discours de Mike Pompeo du 21 mai 2018, le président iranien Hassan Rohani a déclaré s'adressant au Secrétaire d'État américain « Qui êtes-vous pour décider pour l'Iran et le monde ? Le monde aujourd'hui n'accepte pas que l'Amérique décide pour le monde car les pays sont indépendants », ajoutant « Cette époque est terminée. Nous suivrons notre
voie avec le soutien de notre nation ».
Le 23 mai 2018, Ali Khamenei détaille les exigences iraniennes aux Européens afin de rester dans l'accord. Préserver les ventes de pétrole iranien et qu'elle continu d'en acheter. L'Allemagne, la France et la Grande-Bretagne devront s'engager à « ne pas chercher à rouvrir de négociations sur le programme iranien de missiles balistiques ni sur la politique régionale de Téhéran. ».
Le 25 mai 2018, l'Iran exige des puissances européennes de présenter des mesures d'ici la fin du mois (mai) afin de compenser le retrait des États-Unis. En fonction de ces propositions, les Iraniens décideront « dans les semaines qui suivent s'ils quittent l'accord. ».
Le 5 juin 2018, le vice-président iranien Ali Akbar Salehi a déclaré que son pays a entamé des préparatifs en vue de construire sur son site de Natanz de nouvelles centrifugeuses destinées à accroître sa capacité d'enrichissement de l'uranium.

### Réactions internationales
- Union européenne : le 21 mai, la cheffe de la diplomatie européenne Federica Mogherini a affirmé qu'« il n'y avait pas de solution alternative à l'accord sur le nucléaire avec l'Iran »[89].
- Israël : le 22 mai, Benjamin Netanyahou a déclaré qu'il s'agissait de « la bonne politique »[90].
- France : le 23 mai, Jean-Yves Le Drian, Ministre des Affaires étrangères, déclare que « L’accord sur le nucléaire iranien n’est pas mort et a rappelé la décision de l'Union européenne de mettre en œuvre un mécanisme financier immunisant contre ces sanctions les entreprises intervenant en Iran »[91].

## Conditions iraniennes pour rester dans l'accord JCPoA
Le mercredi 23 mai 2018, le Guide suprême iranien, l’ayatollah Ali Khamenei a posé plusieurs conditions, sur son site Internet, pour que l'Iran reste dans l'accord JCPoA. À propos de l'Allemagne, la France et de la Grande-Bretagne, les principaux acteurs du maintien de l'accord, il écrit « Nous ne voulons pas entamer de conflit avec ces trois pays, mais nous ne leur faisons pas non plus confiance ». Par cette publication, il semble exprimer un refus catégorique aux conditions formulées par le chef de la diplomatie américaine, Mike Pompeo, pour tout nouvel accord. Les conditions principales sont :
- « Il faut que l’Europe garantisse pleinement les ventes de pétrole iranien. Si les Américains venaient à pénaliser nos ventes de pétrole, il faudra que les Européens compensent et achètent du pétrole iranien »

- Les puissances européennes devront, en outre, promettre de ne pas chercher à rouvrir de négociations sur le programme iranien de missiles balistiques ni sur la politique régionale de Téhéran.

- « Il faut que les banques européennes préservent le commerce avec la République islamique. »